# Eloria ucayali
Eloria ucayali är en fjärilsart som beskrevs av Collenette 1950. Eloria ucayali ingår i släktet Eloria och familjen tofsspinnare. Inga underarter finns listade i Catalogue of Life.